# H. W. Curtiss

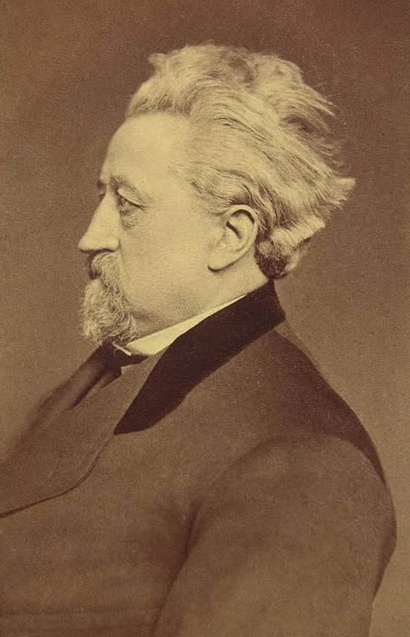
H. W. Curtiss

Harvey Willard „H. W.“ Curtiss (* 22. Februar 1824 im Portage County, Ohio; † 30. April 1902 in Chagrin Falls, Ohio) war ein US-amerikanischer Politiker. Zwischen 1877 und 1878 war er Vizegouverneur des Bundesstaates Ohio.

## Werdegang
H. W. Curtiss absolvierte das Grand River Institute in Ohio. Nach einem anschließenden Medizinstudium und seiner Zulassung als Arzt begann er in diesem Beruf zu arbeiten. Dabei praktizierte er zunächst in Pittsburgh und dann in Chagrin Falls. Curtiss war ein Gegner der Sklaverei. Sein Haus war in der Zeit vor dem Bürgerkrieg eine Anlaufstation der Underground Railroad, die entflohenen Sklaven aus dem Süden Hilfe auf der Flucht gewährte. Er schloss sich der 1854 gegründeten Republikanischen Partei an und wurde Mitglied im Gemeinderat von Chagrin Falls. Zwischen 1861 und 1865 bekleidete er dort das Amt des Bürgermeisters. Zwischen 1870 und 1874 saß er als Abgeordneter im Repräsentantenhaus von Ohio; von 1874 bis 1880 gehörte er dem Staatssenat an. In beiden Kammern war er Mitglied mehrerer Ausschüsse. Im Jahr 1877 war er als President Pro Tempore amtierender Präsident des Staatssenats.
Im November 1876 wurde Gouverneur Rutherford B. Hayes zum Präsidenten der Vereinigten Staaten gewählt. Er trat sein neues Amt am 4. März 1877 an. Zwei Tage zuvor folgte ihm sein Vizegouverneur Thomas L. Young im höchsten Staatsamt von Ohio nach. Entsprechend der Staatsverfassung wurde nun der President Pro Tempore des Staatssenats, H. W. Curtiss, neuer Vizegouverneur. Dieses Amt hatte er zwischen dem 2. März 1877 und dem 14. Januar 1878 inne. Dabei war er Stellvertreter des Gouverneurs und formaler Vorsitzender des Senats. Nach seiner Zeit als Vizegouverneur arbeitete Curtiss bis wenige Jahre vor seinem Tod als Arzt. Er starb am 30. April 1902 in Chagrin Falls, wo er auch beigesetzt wurde.